# چیانچیانا
چیانچیانا (به ایتالیایی: Cianciana) یک کومونه در ایتالیا است که در استان آگریجنتو واقع شده‌است.

## خصوصیات
چیانچیانا ۳۷٫۷ کیلومترمربع مساحت و ۳٬۵۱۵ نفر جمعیت دارد و ۳۹۰ متر بالاتر از سطح دریا واقع شده‌است.